# Kojetice (district de Mělník)
Pour les articles homonymes, voir Kojetice.
Kojetice (en allemand : Kojetitz) est une commune du district de Mělník, dans la région de Bohême-Centrale, en République tchèque. Sa population s'élevait à 807 habitants en 2020.

## Géographie
Kojetice se trouve à 3 km au sud-sud-ouest de Neratovice et à 19 km au nord-nord-est de Prague.
La commune est limitée par Neratovice au nord et nord-est, par Čakovičky à l'est, par Zlonín au sud, et par Předboj à l'ouest.

## Histoire
La première mention écrite de la localité date de 1271.